# 언노운: 뼈 동굴
《언노운: 뼈 동굴》(영어: Unknown: Cave of Bones)은 2023년 공개된 미국의 다큐멘터리 영화이다.

## 출연
- 리 버거
- 존 호크스
- 폴 태포로
- 아구신 푸엔테스
- 케네일로에 몰로피안
- 마로펭 므페테